# کلیمین
کلیمین (انگلیسی: Kleemann) شرکت خودروسازی دانمارکی است، که در سال ۱۹۸۵ تأسیس شد.